# Favositidae
Famille
Sous-familles de rang inférieur
- Voir le texte

Les Favositidae forment une famille éteinte de coraux du sous-ordre éteint des Favositida et de l'ordre éteint des Tabulata ou coraux tabulés.
Selon Fossilworks, il y a 4 sous-familles et 34 genres:
- Sous-famille †Emmonsiinae Lecompte, 1952
  - Genre †Bractea Oliver, 1975
  - Genre †Dendrofavosites Rukhin, 1937
  - Genre †Emmonsia Milne-Edwards and Haime, 1851
  - Genre †Emmonsiella Kim, 1971
  - Genre †Hamarilopora Le Maître, 1956
  - Genre †Lecfedites Oliver, 1975
  - Genre †Mariusilites Mironova, 1974
  - Genre †Squameofavosites Chernyshev, 1941
  - Genre †Sutherlandia Cocke and Bowsher, 1968
  - Genre †Xenoemmonsia Leleshus 1971
- Sous-famille †Favositinae Dana 1846
  - Genre †AstroceriumHall 1851
  - Genre †Beiliupora Yü and Deng, 1974
  - Genre †Crenulipora Le Maître, 1956
  - Genre †Dictyofavosites Chernyshev, 1951
  - Genre †Favosites Lamarck,,1816
  - Genre †Hattonia Jones, 1927
  - Genre †Issolites Yanet, 1977
  - Genre †Klaamannipora Mironova, 1974
  - Genre †Lamellaeoporella Smirnova, 1968
  - Genre †Ozopora Weissermel, 1941
  - Genre †Rudakites Leleshus, 1964
  - Genre †Salairia Chernyshev, 1951
  - Genre †Sapporipora Ozaki, 1934
  - Genre †Squameopora Preobrazhenskiy, 1967
  - Genre †Striatoporella Rukhin, 1938
  - Genre †Gephuropora Etheridge, 1920
- Sous-famille †Pachyfavositinae Mironova, 1965
  - Genre †Mesolites Mironova, 1969
  - Genre †Pachyfavosites Sokolov, 1952
  - Genre †Plicatomurus Chang, 1959
  - Genre †Paleofavosites Twenhofel, 1914
- Sous-famille †Paleofavositinae Sokolov, 1981
  - Genre †Manipora Sinclair, 1955
  - Genre †Mesofavosites Sokolov, 1951
  - Genre †Saffordophyllum Bassler, 1950
  - Genre †Squamites Leleshus, 1971